# 한국재정학회
한국재정학회(The Korean Association of Public Finance, KAPF)는 재정학, 공공경제학과 이와 관련되는 연구 발표, 계몽 및 회원 상호간의 친목과 학문 발전에 기여함을 목적으로 1982년 3월 27일에 설립된 학술단체이다. 사무실은 서울특별시 강남구 선릉로 431 SK허브 오피스텔 912호에 있다. 연구지 및 관련 서적 발행, 국내외 연구 기관 및 학회와의 교류 등을 활동하고 있다. 학술지 《재정학연구》를 발행하고 있다.

## 주요 사업
- 재정 공공경제, 이와 관련되는 제학문의 연구 및 발표
- 연구지 및 서적의 간행
- 우수연구에 대한 포상 및 기타 포상
- 국내외 연구기관 및 학술단체와의 교류
- 기타 목적 달성에 필요한 사업

## 임원
- 명예회장
- 회장
- 부회장
- 감사
- 편집위원장
- 총무이사
- 연구이사
- 이사

## 학술지
- 《재정학연구》